# إمبراطورية تيواناكو
تُعدّ ولاية تيواناكو (بالإسبانية: Tiahuanaco) كيان سياسي في عصر ما قبل الكولومبي في غرب بوليفيا، وهي تقع في حوض بحيرة تيتيكاكا الجنوبية. تُعدّ تيواناكو واحدة من أهم الحضارات في منطقة الأنديز. وقد امتد تأثيرها إلى البيرو وتشيلي في الوقت الحاضر، واستمر من حوالي عام 550 حتى عام 1000 ميلادي. كانت عاصمتها مدينة تيواناكو الأثرية الواقعة في وسط المنطقة الأساسية للولاية في حوض بحيرة تيتيكاكا الجنوبية. تتمتع هذه المنطقة بوجود دليل واضح على الإنتاج الزراعي على نطاق واسع في الحقول المرتفعة التي تدعم سكان الحَضر في العاصمة. يناقش الباحثون ما إذا كانت هذه المناطق تُدار بواسطة دولة بيروقراطية أو اتحاد مقسم إلى قطاعات أو من خلال التعاون مع دولة مجزأة أو اتحاد مع الدول التي تتمتع بحكم ذاتي. تشير إحدى النظريات القديمة إلى أن تيواناكو كانت إمبراطورية عسكرية توسعية، استنادًا إلى المقارنة مع إمبراطورية الإنكا الأخيرة، لكن الأدلة الداعمة تُعتبر ضعيفة نوعًا ما.
تُعدّ تيواناكو «دولة مضيافة» متعددة الثقافات إذ جمعت الناس داخلها من أجل بناء آثار كبيرة، ربما كجزء من المهرجانات الدينية الكبيرة الخاصة بهم. وقد كانت هذه هي الديناميكية المركزية التي جذبت الناس من على بعد مئات الكيلومترات، والذين قد قرروا السفر إلى هناك للمشاركة في حركة تجارة اللاما الأهلية، وتقديم العروض، وتكريم الآلهة. وقد تحولت تيواناكو لتصبح من أهم مقاصد الحج في الأنديز، والتي تُعد واحدة من أكبر المدن في عصر ما قبل الكولومبي في القارة، إذ تراوح عدد سكانها بين 10000 إلى 20000 نسمة تقريبًا عام 800 ميلادي.
خارج المنطقة الأساسية للولاية في حوض بحيرة تيتيكاكا الجنوبية، ثمَّة مستعمرات تيواناكو الواقعة على ساحل البيرو، حيث كان سكان المرتفعات يقلدون معابد تيواناكو وتصاميمها، إلى جانب المقابر في شمال تشيلي التي تحمل طابعًا على غرار «تيواناكو». على الرغم من الروابط الواضحة بين هذه المناطق، فإن الأدلة ضئيلة على أن الدولة قد سيطرت على المنطقة أو على الناس فيما بينها، أي أن أراضيها لم تكن متقاربة. ومع وجود استثناءات قليلة مهمة، كان نفوذ الدولة خارج حوض بحيرة تيتيكاكا «قوة هادئة» قد ازدهرت لتصبح قوة ثقافية مهيمنة وواسعة الانتشار إلى جانب كونها دائمة.

## لوكورماتا
تُعدّ لوكورماتا، الواقعة في وادي كاتاري، ثاني أكبر مدينة في ولاية تيواناكو. وهي تمتد بين 600 إلى 800 هكتار بامتداد يقارب من 20 هكتار إلى 120 هكتار. تأسست في البداية قبل ما يقرب من ألفي عام، ثم أصبحت مركزًا احتفاليًا رئيسيًا في ولاية تيواناكو، وهي الدولة التي هيمنت على جبال الأنديز الجنوبية الوسطى من 400 حتى 1200. وبعد انهيار ولاية تيواناكو، انحدرت حضارة لوكورماتا بسرعة، وأصبحت مجرد قرية صغيرة. ويُظهر الموقع دليلًا على الاحتلال الواسع النطاق الذي حدث في حضارة تيوانكان.